# ケヴィン・オコネル
ケヴィン・オコネル（Kevin O'Connell, 1957年11月27日 - ）は、アメリカ合衆国のサウンド・エンジニアである。ニューヨーク州ロングアイランド出身である。2016年の『ハクソー・リッジ』でアカデミー録音賞を獲得した。

## 生い立ちとキャリア
ニューヨーク州ロングアイランドで生まれ、カリフォルニア州ロサンゼルスで育った。18歳の時に母が音響部門の社長秘書を務めていた20世紀フォックス・スタジオに映写技師として入社する。
その後彼は労働組合の審査に落ちると1年間ロサンゼルス郡の消防士として働いた。1978年にワーナー・ハリウッド・スタジオ（サミュエル・ゴールドウィン・スタジオ）のマシンルームのオペレーターとなり、『グリース』（1978年）などに携わった。録音技術者となった彼は『スター・ウォーズ/帝国の逆襲』（1980年）で初めてクレジットされた。さらに『スティーブ・マーティンの 四つ数えろ』（1982年）で初めてサウンドミキサーとしてクレジットされた。
1993年にソニー・ピクチャーズにスーパーバイジング・サウンドミキサーとして入社し、『アルマゲドン』（1998年）、『スパイダーマン』（2002年）、『トランスフォーマー』（2007年）などに参加した。2013年10月に彼はトッド・サウンデラックスに雇われ、サンタモニカのトッド＝AO部門で働いた。2015年にオコネルはソニー・ピクチャーズに復帰した。
また映画芸術科学アカデミー理事会のサウンド・ブランチ代表の任期を全うした。

## アカデミー賞
アカデミー録音賞には2007年度までに歴代最多となる20作品で18回にわたって候補に挙がっていたが1度も受賞には至らず、「アカデミー賞史上最も不運な候補者」と言われていた。彼は第89回アカデミー賞で『ハクソー・リッジ』により初の受賞を果たした。

## 私生活
2001年に結婚した。

## 受賞歴
以下はアカデミー録音賞にノミネートされた際の作品である:
1. 愛と追憶の日々 Terms of Endearment (1983) 『ライトスタッフ』に敗れる[9]
2. デューン/砂の惑星 Dune (1984) 『アマデウス』に敗れる[10]
3. シルバラード Silverado (1985) 『愛と哀しみの果て』に敗れる[11]
4. トップガン Top Gun (1986) 『プラトーン』に敗れる[12]
5. ブラック・レイン Black Rain (1989) 『グローリー』に敗れる[13]
6. デイズ・オブ・サンダー Days of Thunder (1990) 『ダンス・ウィズ・ウルブズ』に敗れる[14]
7. ア・フュー・グッドメン A Few Good Men (1992) 『ラスト・オブ・モヒカン』に敗れる[15]
8. クリムゾン・タイド Crimson Tide (1995) 『アポロ13』に敗れる[16]
9. ツイスター Twister (1996) 『イングリッシュ・ペイシェント』に敗れる[17]
10. ザ・ロック The Rock (1996) 『イングリッシュ・ペイシェント』に敗れる[17]
11. コン・エアー Con Air (1997) 『タイタニック』に敗れる[18]
12. マスク・オブ・ゾロ The Mask of Zorro (1998) 『プライベート・ライアン』に敗れる[19]
13. アルマゲドン Armageddon (1998) 『プライベート・ライアン』に敗れる[19]
14. パトリオット The Patriot (2000) 『グラディエーター』に敗れる[20]
15. パールハーバー Pearl Harbor (2001) 『ブラックホーク・ダウン』に敗れる[21]
16. スパイダーマン Spider-Man (2002) 『シカゴ』に敗れる[22]
17. スパイダーマン2 Spider-Man 2 (2004) 『Ray/レイ』に敗れる[23]
18. SAYURI Memoirs of a Geisha (2005) 『キング・コング』に敗れる[24]
19. アポカリプト Apocalypto (2006) 『ドリームガールズ』に敗れる[25]
20. トランスフォーマー Transformers (2007) 『ボーン・アルティメイタム』に敗れる[26]
21. 受賞 - ハクソー・リッジ Hacksaw Ridge (2016)[7]